# Nebelmörder
Nebelmörder (gelegentlich auch unter dem Titel Der Nebelmörder) ist ein deutscher Kriminalfilm des Regisseurs Eugen York. Die Uraufführung des von Waldemar Schweitzer produzierten Schwarzweißfilms fand am 22. Mai 1964 im Metropol in Baden-Baden statt.

## Inhalt
Im Staatsforst bei dem kleinen Städtchen Hainburg wurde am Montag, dem 25. März 1964 kurz vor Mitternacht eine Kellnerin durch mehrere Messerstiche getötet. Am Donnerstag, dem 8. April wurde vom selben Täter eine 28-jährige Kontoristin ermordet. In beiden Fällen handelte es sich um Raubmord und in beiden Nächten herrschte dichter Nebel. In der beunruhigten Öffentlichkeit ist bald vom „Nebelmörder von Hainburg“ die Rede. Die Ermittlungen der Mordkommission, die sich unter der Leitung von Kommissar Hauser im Hainburger Gasthaus „Grüner Hof“ einquartiert hat, blieben bisher ohne Erfolg. Zahlreiche Vernehmungen, nächtliche Streifen durch den Wald sowie der Einsatz der Kripo-Beamtin Hilde Kment als Lockvogel lieferten noch bis zum 15. April keine brauchbaren Ergebnisse.
Von all dem unbekümmert, feiern einige Jugendliche bis in die Nacht eine ihrer wilden Scheunenpartys. Doch kurz danach geschieht im Wald abermals ein grausamer Mord. Auf einer Straße wird ein Paar aus München vom Nebelmörder überrascht – der Mann ist sofort tot, die Frau überlebt schwer verletzt. Die herbeigeeilten Polizeibeamten treffen am Tatort auf den Primaner Heinz Auer, der nach der Party unterwegs war und einen Verdächtigen gesehen haben will.
Die Nachricht über den Mord verbreitet sich am nächsten Morgen auf dem Schulhof. Der bei seinen Mitschülern unbeliebte und eifersüchtige Erwin Lindemann verdächtigt Heinz, der ein Verhältnis mit Franziska Hillebrand, der Tochter des Schuldirektors, hat. Kommissar Hauser misstraut zudem dem Hilfsarbeiter Franz Ritzel, der von dem Gärtner Ludwig Leitner entlassen wurde, nachdem er ein Okuliermesser gestohlen hatte. Erwin trifft sich manchmal heimlich mit dem labil erscheinenden Franz, der mit seiner Mutter abseits des Ortes wohnt. Die Polizei erscheint bei Franz und sucht das Okuliermesser. Dabei findet sie in einem Geheimfach einen Heftroman mit dem Titel Handlanger des Todes aus der Reihe Kommissar X und Das Phantom im Nebel.
Nachdem die Jugendlichen erfahren haben, dass Erwin Anzeige gegen Heinz erstattet hat, locken sie ihn in eine Falle. Die Freunde Heinz, Robert, Willi und Bert verprügeln Erwin und füllen ihn so lange mit Cognac ab, bis er mit einer schweren Alkoholvergiftung im Krankenhaus landet. Am darauffolgenden Tag verhört Kommissar Hauser, der längst von den geheimen Scheunenpartys weiß, Franziska Hillebrand und die vier Primaner.
Franziska äußert Heinz gegenüber ihren Verdacht, sie könne schwanger sein. Der besteht auf einem schnellstmöglichen Arztbesuch und, sollte seine Freundin wirklich ein Kind erwarten, auf einer Abtreibung. Am Abend verhaften die Beamten im Wald den ruppigen Komarek, der sich schon einmal verdächtig gemacht hat. Bei einer Gegenüberstellung glauben sowohl Heinz Auer als auch die Überlebende des dritten Überfalls, in Komarek den gesuchten Nebelmörder zu erkennen. Kommissar Hauser ist sich bereits sicher, den Fall geklärt zu haben. Da trifft ausgerechnet seine Kollegin Hilde Kment im nächtlichen Forst auf den Nebelmörder, dem sie nur knapp entkommen kann.
Inzwischen ist Erwin Lindemann seiner Vergiftung erlegen. Direkt nach dessen Beerdigung verhaftet man Franz Ritzel und Heinz Auer, die zur Tatzeit nicht zu Hause waren. Beide streiten die Tat ab. Obwohl der überdurchschnittlich intelligente Heinz ein Alibi hat, gibt Kommissar Hauser nicht auf. Er verhört den Primaner bis in die Nacht. Irgendwann ist es dann so weit: Unter Tränen gesteht Heinz Auer die drei Morde. Franziska, die von dem Geständnis erfährt, verschwindet im Dunkel der Nacht.

## Entstehungsgeschichte

### Vorgeschichte
Das Filmprojekt geht auf den Fernsehregisseur Klaus Überall zurück, der sich Anfang der 1960er noch am Beginn seiner Laufbahn befand. Überall hatte Kontakt zu dem renommierten Drehbuchautor Walter Forster, der ihm eines Tages die Vorlage zu dem Film Nebelmörder unterbreitete. Der Regisseur war begeistert und plante, den Film selbst zu produzieren. Auf der Suche nach einem Geldgeber stieß Überall auf den Verleger Waldemar Schweitzer. Schon bald erfolgten die ersten Testaufnahmen im Studio der neu gegründeten Klaus Überall Produktion GmbH & Co. KG in Sandweier bei Baden-Baden mit Schweitzer als deren geschäftsführender Gesellschafter.
Mit der ebenfalls gegründeten Waldemar Schweitzer-Produktion konzipierte man das ambitionierte Filmprojekt Nebelmörder, das zunächst in Farbe gedreht werden sollte. Man beauftragte den routinierten Regisseur Eugen York, der aus dramaturgischen Gründen die Produktion eines Schwarzweißfilms durchsetzte. Schweitzer und Überall engagierten ein Ensemble aus namhaften Schauspielern wie Hansjörg Felmy, Ingmar Zeisberg, Wolfgang Büttner, Alfred Balthoff und Benno Hoffmann. Außerdem bot die Handlung zahlreiche Rollen für Nachwuchsdarsteller.
Schließlich wurde Forsters Drehbuch noch durch Per Schwenzen überarbeitet. So wurden aus der ursprünglichen Vorlage unter anderem eine Romanze zwischen Kommissar Hauser und der Kriminalbeamtin Hilde Kment sowie das zunächst vorgesehene Happy End gestrichen.

### Produktion
Die Dreharbeiten fanden vom 9. März bis 13. April 1964 statt. Bühl in Baden diente dabei als Kulisse für den fiktiven Ort Hainburg. Weitere Außenaufnahmen entstanden in Baden-Baden sowie in Rastatt und Umgebung. Die Atelieraufnahmen drehte man im Filmstudio Sandweier bei Baden-Baden. Das Szenenbild entwarf der Filmarchitekt Karl Schneider. Für die Kostümauswahl war Katrin Wille verantwortlich. Als Kameramann verpflichtete man Günter Haase, der bereits bei den Fernsehserien Gestatten, mein Name ist Cox und Stahlnetz für eine stimmungsvolle Krimi-Atmosphäre gesorgt hatte. Als Tontechniker fungierte Werner Schlagge. Herstellungsleiter war Benno Kaminski.

### Musik

Label der Single Kellerparty Twist von Mary Roos, 1964

Die Filmmusik stammt aus der Feder von Herbert Jarczyk. Der von einem Chor gesungene Kellerparty Twist (Text: Horst-Heinz Henning) sowie das Instrumental Little Boy wurden in der Filmversion auf einer EP des Labels Starlet veröffentlicht. Als Single erschienen die Lieder von Mary Roos mit dem Orchester Erwin Lehn (Kellerparty Twist) sowie vom Orchester Hugo Strasser (Little Boy) auf dem Label SABA. Der von Mary Roos gesungene Titel wurde 2011 auf der CD Jugendsünden wiederveröffentlicht.

## Rezeption

### Veröffentlichung
Die Freiwillige Selbstkontrolle der Filmwirtschaft gab den Film am 20. Mai 1964 ohne Feiertagsfreigabe ab 18 Jahren frei. Die Uraufführung des vom Nora-Filmverleih vertriebenen Films erfolgte am 22. Mai 1964 im Metropol in Baden-Baden. Das Konzept, mit einem zeit- und gesellschaftskritischen Film und einen psychologischen Spannungsaufbau zu überzeugen, zahlte sich aus. Trotz der Konkurrenz durch zahlreiche andere Kriminalfilme wurde der Film ein kommerzieller Erfolg.
Nach Ablauf der Erstaufführung geriet der Film weitgehend in Vergessenheit. Waldemar Schweitzer, der lediglich noch ein weiteres Mal als Filmproduzent (Ein Ferienbett mit 100 PS) in Erscheinung trat, fehlten die nötigen Kontakte zur Branche. So wurde der Film Nebelmörder nicht erneut vermarktet oder im Fernsehen ausgestrahlt. Auf Grundlage einer der letzten erhaltenen Filmkopien erschien der Film im Jahr 2012 erstmals auf DVD. Die Altersfreigabe der FSK wurde inzwischen auf 16 Jahre herabgesetzt.

### Kritiken
Während das Lexikon des internationalen Films urteilte, dass Nebelmörder ein „einfältiger deutscher Krimi, unglaubwürdig und bar jeder Originalität“ sei, erhielt das Werk nach der Wiederveröffentlichung durchaus positive Kritiken. film-maniax lobte unter anderem die Kameraarbeit, die „teilweise atmosphärisch richtig dicht geratene Bilder serviert“. Die schauspielerischen Leistungen auf der Seite der Jugendlichen seien ebenfalls „richtig gut“. „Große Klasse und eindeutiger Höhepunkt“ sei das Abschlussverhör. Dies und die anderen Aspekte „heben den Film auf guten Durchschnitt.“ Marcus Littwin (die-besten-horrorfilme.de) meinte, dass die Waldszenen mit dem Nebel „durchaus atmosphärisch in Szene gesetzt“ wurden, allerdings „zu selten“ vorkämen. „Wer Spaß an klassischen Krimis“ habe, käme bei dem Film Nebelmörder aber „voll auf seine Kosten.“